# Politique dans les Pyrénées-Orientales
Le département français des Pyrénées-Orientales est un département créé le 4 mars 1790 en application de la loi du 22 décembre 1789, à partir des anciennes provinces du Roussillon et de Languedoc. Les 226 actuelles communes, dont presque toutes sont regroupées en intercommunalités, sont organisées en 17 cantons permettant d'élire les conseillers départementaux. La représentation dans les instances régionales est quant à elle assurée par 14 conseillers régionaux. Le département est également découpé en 4 circonscriptions législatives, et est représenté au niveau national par quatre députés et deux sénateurs. 

## Représentation politique et administrative

### Préfets et arrondissements

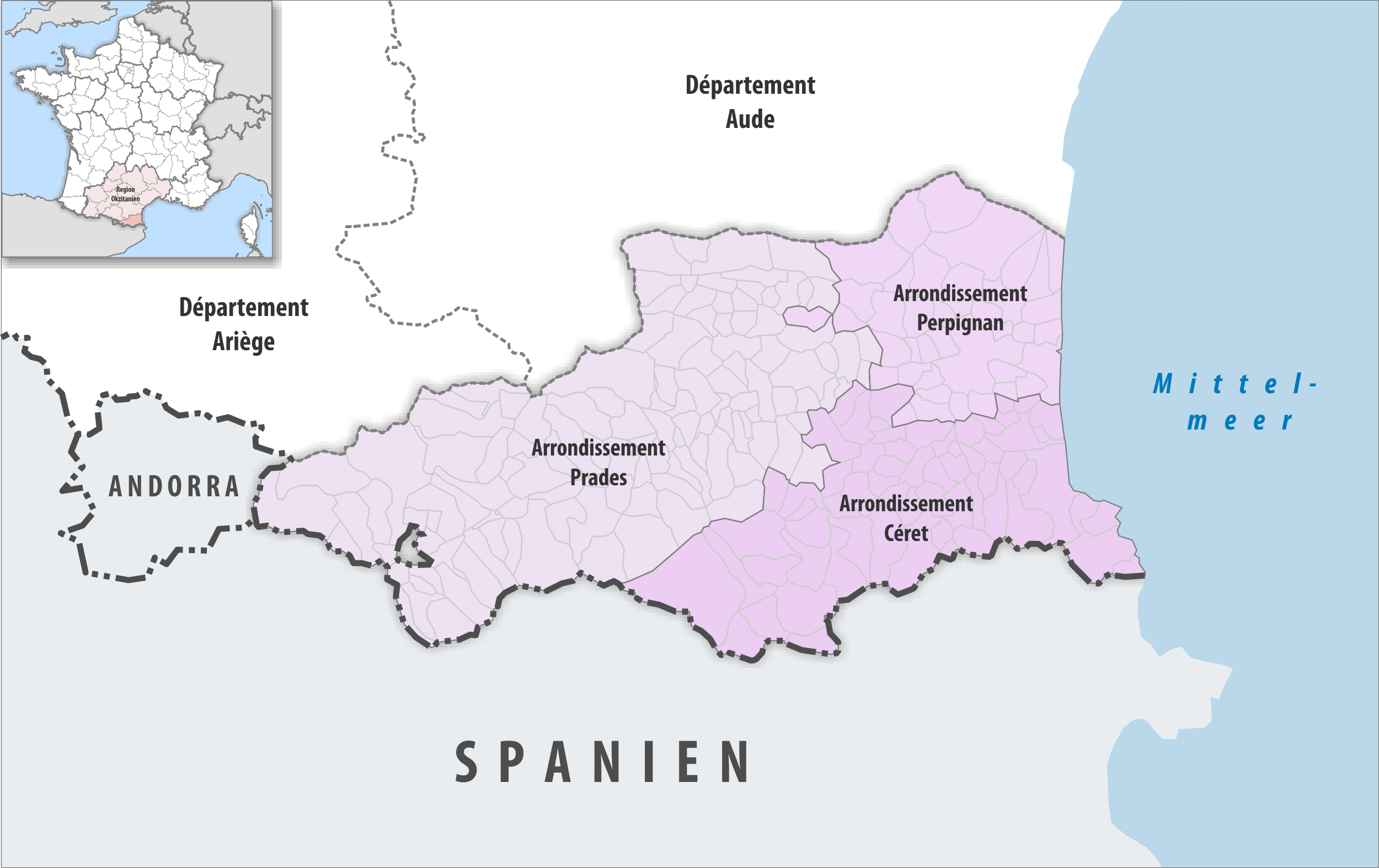
Arrondissements

La préfecture des Pyrénées-Orientales est localisée à Perpignan. Le département possède en outre deux sous-préfectures à Céret et Prades

### Députés et circonscriptions législatives

Circonscriptions et affiliations à l'issue des élections de 2024.

| Circ. | Nom                 |  | Parti | Groupe                 | Suppléant      |
| ----- | ------------------- |  | ----- | ---------------------- | -------------- |
| 1re   | Sophie Blanc        |  | RN    | Rassemblement national | Carla Muti     |
| 2e    | Anaïs Sabatini      |  | RN    | Rassemblement national | Julien Potel   |
| 3e    | Sandrine Dogor-Such |  | RN    | Rassemblement national | André Bonet    |
| 4e    | Michèle Martinez    |  | RN    | Rassemblement national | Laura Chrétien |

### Sénateurs
| Nom              |  | Parti | Groupe                  | Autres mandats (passés ou actuels)                             |
| ---------------- |  | ----- | ----------------------- | -------------------------------------------------------------- |
| Lauriane Josende |  | LR    | Groupe Les Républicains |                                                                |
| Jean Sol         |  | LR    | Groupe Les Républicains | Conseiller départemental des Pyrénées-Orientales (depuis 2004) |

### Conseillers départementaux

Cantons et affiliations à l'issue des élections de 2021.

| Canton                 | Conseiller Sortant          | Parti | Parti | Conseiller élu              | Parti | Parti |
| ---------------------- | --------------------------- | ----- | ----- | --------------------------- | ----- | ----- |
| Les Aspres             | René Olive                  |       | PS    | Hermeline Malherbe          |       | PS    |
| Les Aspres             | Édith Pugnet                |       | PCF   | Thierry Voisin              |       | PS    |
| Le Canigou             | Ségolène Neuville           |       | PS    | Marie-Edith Peral           |       | DVG   |
| Le Canigou             | Alexandre Reynal            |       | PS    | Alexandre Reynal            |       | PS    |
| La Côte sableuse       | Armande Barrère             |       | LR    | Armande Barrère             |       | LR    |
| La Côte sableuse       | Thierry Del Poso            |       | LR    | Thierry Del Poso            |       | LR    |
| La Côte salanquaise    | Madeleine Garcia-Vidal      |       | DVG   | Madeleine Garcia-Vidal      |       | DVG   |
| La Côte salanquaise    | René Martinez               |       | DVG   | Marc Petit                  |       | SE    |
| La Côte Vermeille      | Michel Moly                 |       | PS    | Grégory Marty               |       | DVD   |
| La Côte Vermeille      | Marina Parra-Joly           |       | PS    | Julie Sanz                  |       | DVD   |
| Perpignan-1            | Annabelle Brunet            |       | UDI   | Annabelle Brunet            |       | UDI   |
| Perpignan-1            | Richard Puly-Belli          |       | LR    | Benoit Castanedo            |       | DVC   |
| Perpignan-2            | Joëlle Anglade              |       | LREM  | Laurence Ausina             |       | LR    |
| Perpignan-2            | Jean Sol                    |       | LR    | Jean Sol                    |       | LR    |
| Perpignan-3            | Françoise Fiter             |       | PCF   | Françoise Fiter             |       | PCF   |
| Perpignan-3            | Rémi Lacapère               |       | PCF   | Rémi Lacapère               |       | PCF   |
| Perpignan-4            | Isabelle de Noëll-Marchesan |       | LREM  | Isabelle de Noëll-Marchesan |       | LREM  |
| Perpignan-4            | Romain Grau                 |       | LREM  | Romain Grau                 |       | LREM  |
| Perpignan-5            | Toussainte Calabrèse        |       | PS    | Louis Aliot*                |       | RN    |
| Perpignan-5            | Jean-Louis Chambon          |       | DVG   | Carla Muti*                 |       | RN    |
| Perpignan-6            | Hermeline Malherbe          |       | PS    | Toussainte Calabrèse        |       | PS    |
| Perpignan-6            | Jean Roque                  |       | PS    | Jean Roque                  |       | PS    |
| La Plaine d'Illibéris  | Nicolas Garcia              |       | PCF   | Nicolas Garcia              |       | PCF   |
| La Plaine d'Illibéris  | Marie-Pierre Sadourny       |       | PS    | Marie-Pierre Sadourny       |       | PS    |
| Les Pyrénées catalanes | Pierre Bataille             |       | Agir  | Michel Garcia               |       | PS    |
| Les Pyrénées catalanes | Hélène Josende              |       | LR    | Aude Vivès                  |       | DVG   |
| Le Ribéral             | Nathalie Piqué              |       | UDI   | Nathalie Piqué              |       | UDI   |
| Le Ribéral             | Robert Vila                 |       | LR    | Robert Vila                 |       | LR    |
| La Vallée de l'Agly    | Lola Beuze                  |       | PCF   | Lola Beuze                  |       | PCF   |
| La Vallée de l'Agly    | Charles Chivilo             |       | PRG   | Charles Chivilo             |       | PRG   |
| La Vallée de la Têt    | Damienne Beffara            |       | PS    | Jacques Garsau              |       | MR    |
| La Vallée de la Têt    | Robert Olive                |       | PS    | Armelle Revel-Fourcade      |       | LR    |
| Vallespir-Albères      | Robert Garrabé              |       | PS    | Robert Garrabé              |       | PS    |
| Vallespir-Albères      | Martine Rolland             |       | PS    | Martine Rolland             |       | PS    |

### Conseillers régionaux
Présidence : Carole Delga (Haute-Garonne)
|            | Parti | Siège |
| ---------- | ----- | ----- |
| Majorité   |       |       |
|            | ÉCO   | 3     |
|            | PS    | 2     |
|            | DVG   | 2     |
|            | PC    | 1     |
| Opposition |       |       |
|            | RN    | 4     |
|            | LR    | 1     |

### Maires

Carte des 226 communes des Pyrénées-Orientales au 1er janvier 2022.

| Commune             | Maire         |  | Parti | Élection | Population |
| ------------------- | ------------- |  | ----- | -------- | ---------- |
| Canet-en-Roussillon | Stéphane Loda |  | LR    | 2020     | 12 130     |
| Perpignan           | Louis Aliot   |  | RN    | 2020     | 120 158    |